# Jacques Chiberry
Pas d'image ? Cliquez ici

a Compétitions nationales et continentales officielles uniquement.

b Matchs officiels uniquement.
Jacques Chiberry est né le 7 septembre 1929 à Sauveterre-de-Béarn et mort le 5 juin 2010 à Bayonne. C’est un ancien joueur français de rugby à XV, qui a joué avec l'équipe de France au poste de trois-quarts aile, et en club à l'Avenir de Bizanos et au SO Chambéry. 

## Carrière de joueur
Jacques Chiberry dispute un test match le 10 avril 1955 contre l'équipe d'Italie.

## Carrière d'entraineur
Chiberry a ensuite entrainé le Stade français; le CASG, le Stade Montois, le SA Saint-Sever et le SA Mauléon

## Palmarès
- Sélection en équipe nationale : 1